# Erminia Dell'Oro
Erminia Dell'Oro (Asmara, 4 aprile 1938) è una scrittrice eritrea di ascendenza italiana.

## Biografia
Nata ad Asmara, città in cui ha trascorso i suoi primi venti anni. Il nonno paterno si trasferì da Lecco in Eritrea nel 1886, cavalcando l'onda dell'entusiasmo per l'avventura colonialista promossa dal governo italiano. L'esperienza coloniale della famiglia, insieme alla sua infanzia e alla sua adolescenza in Eritrea, nutrono e influenzano la scrittura di Erminia Dell'Oro che pubblica nel 1988 il suo primo romanzo autobiografico, Asmara Addio.
Segue una vasta produzione letteraria per adulti, per ragazzi e per bambini. La letteratura di Erminia Dell'Oro affronta, seguendo espedienti narrativi differenti, le amenità e le nefandezze del colonialismo italiano di matrice fascista, condividendo uno spaccato di quotidianità italiana in Africa. I romanzi per adulti Asmara Addio, L'Abbandono e Il fiore di Merara approfondiscono la duplice prospettiva della vita coloniale vista con gli occhi dei colonizzatori e dei colonizzati. Ricorrenti le tematiche della convivenza razziale, culturale e religiosa, dell'apartheid, dell'immigrazione e dell'integrazione. Molto vasta la produzione di romanzi destinati al pubblico infantile caratterizzati da una scrittura vivace e fantasiosa.
Erminia Dell'Oro si è trasferita in Italia all'età di vent'anni, dove tuttora abita, ma ha mantenuto costanti i rapporti con l'Eritrea.
La scrittrice eritrea è ricercatrice confermata dal 1984 in Letteratura latina medievale e umanistica presso la Facoltà di Lettere e Filosofia dell’Università degli studi di Roma “Sapienza”, dove attualmente insegna Istituzioni di Lingua e Letteratura Mediolatina.

## Opere principali
Per adulti
- Asmara addio, Pordenone, Edizioni dello Zibaldone, 1988 (poi Mondadori 1993; poi Baldini&Castoldi 1997)
- L' abbandono: una storia eritrea, Torino, Einaudi, 1991
- Il fiore di Merara, Milano, Baldini & Castoldi, 1994
- Mamme al vento, Milano, Baldini & Castoldi, 1996
- La gola del diavolo, Milano, Feltrinelli, 1999
- Vedere ogni notte le stelle, San Cesario di Lecce, Manni, 2010
- Il mare davanti. Storia di Tsegehans Weldeslassie, Milano, Piemme, 2016
- Nel segno della falena, Milano, La Tartaruga, 2021

Per ragazzi
- La casa segreta, Milano, Bruno Mondadori, 2000
- Un treno per la vita, liberamente tratto dalla sceneggiatura del film Train de vie, Milano, Bruno Mondadori, 2003
- La gola del diavolo, Milano, Bruno Mondadori, 2005
- Buona fortuna, ragazzi: Cefalonia, 1943 una storia vera, Milano, Bruno Mondadori, 2008

Per i bambini
- Matteo e i dinosauri, illustrazioni di Cinzia Ghigliano, Trieste, Einaudi ragazzi, 1993
- Lo straordinario incontro con il lupo Hokusai, illustrazioni di Angelo Ruta, Trieste, Edizioni Elle, 1996 (poi Piemme junior 2007)
- Filastrocche al ballo del perché, illustrazioni di Nicoletta Costa, Trieste, Einaudi ragazzi, 1998
- L' isola dei dinosauri, illustrazioni di Andrea Musso, Casale Monferrato, Piemme junior, 2004
- Dall'altra parte del mare, Casale Monferrato, Piemme junior, 2005
- La pianta magica, illustrazioni di Giulia Orecchia, Casale Monferrato, Piemme junior, 2006
- La principessa sul cammello, illustrazioni di Serena Riglietti, San Dorligo della Valle, Einaudi ragazzi, 2007
- La maestra ha perso la pazienza, illustrazioni di Maria Sole Macchia, Casale Monferrato, Piemme junior, 2008
- La scimmietta Gratta Gratta e altre storielle, illustrazioni di Elisabetta Decontardi, San Dorligo della Valle, Einaudi ragazzi, 2008
- La grotta degli occhi dipinti, illustrazioni di Giovanni Da Re, San Dorligo della Valle, Einaudi ragazzi, 2009
- Grr grr il piccolo dinosauro, illustrazioni di Chiara Dattola, Milano, Piemme junior, 2010
- Dall'altra parte del mare, Milano, Piemme, 2013
- Spinosetto, Pungina e le quattro stagioni, illustrazioni di Marco Scalcione, Milano, Piemme, 2013
- Il gatto rapito, illustrazioni di Matteo Piana, Milano, Piemme, 2014